# Eric Whitacre
Eric Whitacre, född 2 januari 1970, är en amerikansk kompositör och dirigent. Han har bland annat skrivit åtskilliga verk för flerstämmig kör, som finns samlade på albumet "Complete A Cappella Works 1991-2001", som han spelat in i samarbete med Brigham Young University Singers, och albumet "Cloudburst". Han har även gjort det stora verket "Paradise Lost - opera electronica” och det online-baserade projektet Virtual Choir, där individuella videoinspelningar på sångare från hela världen sjungandes Whitacres körmusik sammanställts. Hittills har fyra sådana projekt gjorts; Lux Aurumque, Sleep, Water Night och Fly to Paradise.

## Utbildningstiden
Som student vid Douglas High School relegerades Whitacre från skolorkestern. Hans mer formella musikaliska utbildning tog därefter sin början vid University of Nevada i Las Vegas, där han studera komposition för Virko Baley och kördirigering för David Weiller. Vid den här tiden komponerade han stycken som Cloudburst, Water night, och Three flower songs för blandad kör, samt Ghost train triptych för blåsorkester. Whitacre tog sin mastersexamen vid Juilliard School of Music and Drama efter kompositionsstudier för John Corigliano och David Diamond.

## Verkförteckning (i urval)

### Vokalmusik
- Cloudburst för blandad kör med piano och slagverk till text av Octavio Paz
- Sleep för blandad kör a cappella
- A boy and a girl för blandad kör a cappella till text av Octavio Paz
- Water night för blandad kör a cappella till text av Octavio Paz
- Lux Aurumque för blandad kör a cappella
- Nox Aurumque för blandad kör a cappella

## Diskografi
- Complete a cappella works 1991-2001 (Brigham Young University Singers)
- Cloudburst